# ميخائيل فاريل (لاعب كرة قدم)
ميخائيل فاريل (بالإنجليزية: Michael Farrell)‏ هو لاعب كرة قدم أيرلندي، (و. 1902 – القرن 20 م). شارك مع منتخب جمهورية أيرلندا لكرة القدم.

## وصلات خارجية
- ميخائيل فاريل على موقع الاتحاد الدولي (مؤرشف)  (الإنجليزية)
- ميخائيل فاريل على موقع قاعدة بيانات كرة القدم.إي يو (الإنجليزية)
- ميخائيل فاريل على موقع أوليمبيديا (الإنجليزية)